# Calcio Femminile Permac Vittorio Veneto
L'Associazione Sportiva Dilettantistica Calcio Femminile Permac Vittorio Veneto, meglio nota come Vittorio Veneto, è una associazione sportiva dilettantistica italiana di calcio femminile con sede nella città di Vittorio Veneto, in provincia di Treviso.
Per anni militante nei campionati di secondo livello del campionato italiano femminile di calcio, le Serie A2 nei primi anni duemiladieci e B nella prima parte della sua esistenza, ha ottenuto la storica promozione in Serie A al termine della stagione 2014-2015.

## Storia
Il club venne fondato da Franco Fattorel e Patrizia Ferro nell'aprile 1982 come U.S. Salsa Barazzuol, iscrivendosi al campionato di Serie D regionale nell'ottobre dello stesso anno. Dopo tre stagioni in Serie D e due Coppe Veneto vinte, venne ammessa nella Serie C regionale per meriti sportivi e cambiò denominazione in U.S. Vittorio Veneto Barazzuol. Nel 1991 arrivò la promozione in Serie B, seconda serie nazionale. La U.S.C.F. Vittorio Veneto partecipò al campionato di Serie B per sedici stagioni consecutive dal 1991-1992 al 2005-2006, raggiungendo come migliore prestazione un quarto posto finale proprio nella stagione di esordio, e venendo riammesso a completamento organico in tre occasioni dopo essere stato inizialmente retrocesso.
Nella stagione 2005-2006 concluse il suo girone di Serie B all'ultimo posto e venne retrocesso in Serie C regionale. Vi rimase per quattro stagioni e nel 2010 conquistò la promozione in Serie B, allora terzo livello del campionato italiano. Concluse la stagione al quinto posto a pari punti col Mestre 1999 e col Valpo Pedemonte, vinse lo spareggio contro il Mestre 1999 e venne promosso in Serie A2. Nell'estate 2012 cambiò denominazione in U.S.D.C.F. Permac Vittorio Veneto. Partecipò alle ultime due stagioni di Serie A2 (2011-2012 e 2012-2013), con quest'ultima che venne rinominata Serie B nel 2013.
Concluse la stagione 2013-2014 al secondo posto nel girone C della Serie B a quindici punti di distanza dal San Zaccaria. Nell'estate 2014 cambiò denominazione in A.S.D.C.F. Permac Vittorio Veneto. Vinse il girone C nella stagione 2014-2015 distanziando il Marcon di quattro punti e venendo promosso per la prima volta nella sua storia in Serie A. Alla prima stagione di Serie A il Permac Vittorio Veneto concluse al nono posto con diciotto punti conquistati in ventidue giornate, punteggio non sufficiente ad evitare la retrocessione in Serie B. Nel campionato di Serie B 2016-2017 mancò il pronto ritorno in Serie A, concludendo il girone B al secondo posto a tre soli punti di distacco dalla capolista Reggiana. Nella stagione successiva, nonostante il quarto posto finale nel girone C della Serie B il Vittorio Veneto non riuscì a conquistare un posto nel nuovo campionato di Serie B a girone unico e venne retrocesso nella neonata Serie C, organizzata a carattere interregionale.
Al termine della stagione 2020-2021, conclusa con un ottavo posto nel girone B della Serie C, il Permac Vittorio Veneto ha ceduto il titolo sportivo per la partecipazione al campionato di Serie C alla società Venezia Football Club.

## Palmarès
- Campionato italiano di Serie B: 1

2014-2015

## Statistiche

### Partecipazione ai campionati
| Livello | Categoria | Partecipazioni | Debutto   | Ultima stagione | Totale |
| ------- | --------- | -------------- | --------- | --------------- | ------ |
| 1º      | Serie A   | 1              | 2015-2016 | 2015-2016       | 1      |
| 2º      | Serie B   | 16             | 1991-1992 | 2019-2020       | 17     |
| 2º      | Serie A2  | 2              | 2011-2012 | 2012-2013       | 17     |
| 3º      | Serie B   | 5              | 2002-2003 | 2010-2011       | 7      |
| 3º      | Serie C   | 2              | 2018-2019 | 2020-2021       | 7      |